# Apomixis
Apomixis ist eine Form der Fortpflanzung, bei der keine Meiose und keine Verschmelzung von Gameten vorkommt. Es ist also eine ungeschlechtliche Fortpflanzung. Die Nachkommen sind dabei mit dem Elter genetisch identisch.
Diese Definition von Apomixis, die auf Hans Winkler 1908 zurückgeht, umfasst sowohl Fortpflanzung über ungeschlechtliche, ohne vorhergehende Befruchtung stattfindende, Samenbildung (Agamospermie) als auch vegetative Vermehrung, Apogamie und Parthenogenese.
Viele Autoren verwenden den Begriff Apomixis in einer engeren Definition für Bedecktsamer und unter Ausschluss der vegetativen Vermehrung. Apomixis ist dann gleichbedeutend mit Agamospermie. In diesem Sinne werden  meist apomiktisch und Apomikt für eine apomiktische Pflanze beziehungsweise Art verwendet.